# 이두희 (1983년)
이두희(1983년 7월 16일~)는 대한민국의 프로그래머, 사업가이다.

## 생애
1983년 경기도 수원시에서 출생하여 서울대학교 컴퓨터공학과에서 학사, 석사 학위를 받았다. 네오위즈게임즈에서 가상화 시스템 고도화 연구개발을 담당한 적이 있으며, 프로그래밍 비영리단체 멋쟁이사자처럼을 설립하여 운영하였다. 2019년 멋쟁이사자처럼을 영리법인인 바로가기로 변경하였고, 온라인 코딩 교육 플랫폼 ‘코드라이언’을 출시하였다.

## 일화
- 2006년에 서울대학교 전산 시스템의 보안 문제에 대하여 대학측에 문제를 제기한 뒤 시정되지 않자 직접 해킹해서 개인정보를 유출했는데 김태희의 고등학교사진이 포함되어 화제가 된 적이 있다.[7]
- 프로게이머 홍진호와 친분이 두터운 것으로 알려져 있다.

## 학력
- 효원고등학교 졸업
- 서울대학교 공과대학 컴퓨터공학부 학사
- 서울대학교 대학원 컴퓨터공학과 석사
- 서울대학교 대학원 컴퓨터공학과 박사과정 중퇴

## 경력
- 2019년 : 프로그래밍 교육 영리법인 바로가기 설립
- 2014년 : 네오위즈게임즈 Neoply 센터 기술팀
- 2013년 : 멋쟁이사자처럼 설립
- 2011년 : 울트라캡숑 창업 및 대장[8]
- 2010년 : 서울대학교 iOS 앱 밥오
- 2008년 : 서울대학교 강의평가 snuev.com 총괄
- 2007년 : 서울대학교 웹개발동아리 와플스튜디오 설립

## 방송
- 2013년 : 《더 지니어스: 룰 브레이커》 - 출연자
- 2015년 : 《더 지니어스: 그랜드 파이널》 - 9회 게스트
- 2020년 : 《부러우면 지는거다》 - 출연자